# In memoria di me
In memoria di me è un film del 2007 diretto da Saverio Costanzo.
Il soggetto è ispirato al romanzo Lacrime impure di Furio Monicelli pubblicato per la prima volta nel 1960 col titolo Il gesuita perfetto.

## Trama
Andrea è un giovane che, dopo una vita di successi che però lo delude nell'intimo, sceglie di entrare in noviziato. Qui passa le sue giornate in silenzio e riflessione, insieme agli altri novizi e sotto la guida di un padre maestro. Andrea viene così a conoscenza dei molti dubbi di alcuni suoi compagni; vede Fausto, uno di questi, abbandonare di notte il convento. Con il tempo si convincerà lui stesso di non avere la vocazione e deciderà di andarsene insieme a Zanna, un altro suo confratello. Ma, forse anche per merito di un discorso che sente fare a Zanna dal padre superiore, decide invece di restare e di abbracciare totalmente la propria vocazione.

## Stile
Il film è girato lasciando ampi istanti di silenzio e inquadrature rigide. I primi piani e la fotografia vogliono riprodurre l'atmosfera claustrofobica e mistica di un convento religioso.

## Produzione
Il film è ambientato nel Monastero di San Giorgio Maggiore nell'isola di San Giorgio Maggiore a Venezia.

## Distribuzione
È stato presentato in concorso al Festival di Berlino.

## Riconoscimenti
- Nastri d'argento 2007
  - Miglior montaggio
  - Migliore sonoro in presa diretta
- Premio Flaiano per la sceneggiatura 2007